# Mogens Ellegaard
Mogens Ellegaard (Copenaghen, 4 marzo 1935 – 28 marzo 1995) è stato un musicista e fisarmonicista danese, considerato comunemente come il "padre della fisarmonica classica".

## Biografia
Ellegaard era figlio di un ebanista e cominciò a studiare lo strumento all'età di otto anni.

## La fisarmonica a bassi sciolti
Nel 1952 Ellegaard gareggiò alla Confédération Internationale des Accordéonistes Coupe Mondiale (Coppa del Mondo) nei Paesi Bassi. In quel momento sentì una fisarmonica a bassi sciolti e decise che doveva procurarsi uno strumento del genere. Nel frattempo studiò letteratura al Schneekloth's College di Copenaghen e si laureò con lode. Dopo il servizio militare gli fu assegnato un American Embassy Literary Award per studiare negli Stati Uniti e si mantenne in parte suonando questa fisarmonica nei ristoranti e nei concerti popolari.
Ellegaard tornò in Danimarca nel 1958 e il pianista/compositore danese Vilfred Kjaer (1906-1969) scrisse un concerto per lui, che portò alla creazione di un concerto per fisarmonica molto popolare del compositore Ole Schmidt.
Ellegaard continuava,
Symphonic Fantasy and Allegro furono eseguiti in anteprima dall'Orchestra Sinfonica Nazionale Danese sotto la direzione del compositore stesso. Ole Schmidt fece il seguente commento sul lavoro: "Odiavo la fisarmonica finché non ho incontrato Mogens Ellegaard e mi ha fatto decidere di scrivere un concerto per fisarmonica per lui".

### Lavori commissionati da Ellegaard
Alcune delle opere commissionate e suonate in anteprima da Mogens Ellegaard sono:
- Hans Abrahamsen
  - Canzone (1977-8) per fisarmonica solo
- Niels Viggo Bentzon 
  - Concert voor accordeon (1962/63)
  - In the Zoo op. 164 (1964)
  - Sinfonia concertante (1965) per two fisarmoniche, string orchestra e percussioni
- Antonio Bibalo 
  - Sonata, quasi una fantasia (1977)
- Vagn Holmboe 
  - Sonata, op. 143A (1979)
- Vilfred Kjær
  - Jubilesse infameuse, concerto (1957)
- Leif Kayser
  - Arabesques(1975)
  - Suite Sacra (1984)
  - Confetti (1992)
- Torbjörn Lundquist
  - Partita piccola (1963)
  - Metamorphoses (1965)
  - Nine two-part inventions (1966)
  - Plasticity - Plastiska varianter - Plastische Varianten... (1967)
  - Sonatina piccola (1967/1983)
  - Ballad, per 2 fisarmonica (1968)
  - Botany play (1968)
  - Microscope, 21 pieces (1971)
  - Copenhagen music, per fisarmonica solo e quintetto di fisarmoniche (1972)
  - Lappri (1972)
  - Assoziationen (1981)
- Arne Nordheim
  - Signals, per fisarmonica, chitarra elettrica e percussioni (1967)
  - Dinosauros, per fisarmonica e nastro (1970)
  - Spur, per fisarmonica e orchestra (1975)
  - Flashing (1985)
- Per Nørgård 
  - Introduction and toccata(1964) (originariamente scritto per Lars Bjarne)
  - Anatomic Safari per fisarmonica solista (1967)
  - Recall (1968) per fisarmonica e orchestra
  - Arcana per fisarmonica, chitarra elettrica e percussioni (1970)
- Steen Pade 
  - Udflugt med umveje (Excursions With Detours) (1984)
  - Aprilis (1987)
  - Cadenza (1987)
- Karl Aage Rasmussen
  - Invention (1972)
- Ole Schmidt
  - Symphonic Fantasy and Allegro, op. 20 per fisarmonica e orchestra (1958)
  - Toccata 1 op. 24 (1960)
  - Toccata 2 op. 28 (1964)
  - Escape of the meatball over the fence (1967)

Ellegaard ha eseguito questa musica contemporanea in recital come solista e concerti di musica da camera a Mosca, New York, Tel Aviv, Amsterdam, Roma, Parigi, Dublino, Reykjavík, Zagabria e Toronto, solo per citarne alcuni. È stato solista con la Royal Philharmonic di Londra, la Detroit Symphony, la Toronto Symphony, la Sudwestfunk Symphonie Orchester, le orchestre di Stoccolma, Oslo e Helsinki Philharmonic, la BBC Scottish Symphony e tutte le orchestre danesi. È apparso nei festival internazionali come Warsaw Autumn, I.S.C.M. e Bergen. È stato per molti anni membro del Trio Mobile con il percussionista Bent Lylloff e il chitarrista Ingolf Olsen, commissionando brani di Thorbjörn Lundquist, Ib Nørholm, Arne Nordheim, Per Nørgård, Finn Mortensen e altri. Come musicista da camera si è occupato in seguito di fare concerti con un trio composto dalla sua pianista ungherese nonché moglie fisarmonicista, Marta Bene e dal percussionista Gert Sørensen.

## Professore di fisarmonica
Agli inizi degli anni '60 Ellegaard iniziò a lavorare con Lars Holm al Malmö Sweden Accordion Studio dove insegnò la fisarmonica a bassi sciolti. Ha scritto "Metodo completo per il sistema cromatico Free Bass" che è stato pubblicato da Hohner a New York nel 1964. Nel 1970 ha fondato il dipartimento di fisarmonica presso l'Accademia reale danese di musica a Copenaghen. Nel 1977 divenne professore a tempo pieno.
Nel 1989 fu nominato direttore della facoltà di fisarmonica della Hochschule fur Musik und Darstellende Kunst di Graz, Austria. Ha tenuto corsi di perfezionamento e seminari presso l'Accademia Chopin di Varsavia, l'Accademia Sibelius di Helsinki, la Trossingen Bundesakademie (Germania) e i Conservatori dei Paesi Bassi, in Spagna, ecc. Oggi i suoi studenti insegnano nelle accademie musicali scandinave, nella Royal Academy in Londra, in molti conservatori in Germania, Paesi Bassi e altre località.

## CD
- Contemporary Danish Accordion Music, Point, PCD 5073  (1987) met Danish Radio Symphony Orchestra o.l.v. Ole Schmidt
- Jeux à trois, G.E.M. 2001 (1994), Music for classical accordion and percussion, met Márta Bene, accordeon en Gert Sørensen, slagwerk.
- Mogens Ellegaard discography at Discogs